# Мясная обрезь
Мясная о́брезь — субпродукт первой категории, пищевые зачистки, срезки, получающиеся при обравнивании краёв мясных туш в местах разрезов и разрубов: бахромка с шейного зареза, челышка, брюшной части и пашины. После очистки от загрязнений, кровоподтёков и остатков шкуры охлаждённая в течение суток мясная обрезь поступала в СССР на дальнейшую переработку в колбасные изделия, мясные полуфабрикаты (московскую поджарку, шашлык из свиных голов и обрези) и консервы (тефтели из субпродуктов в томатном соусе, свиную солянку), а также реализуется на предприятиях общественного питания и торговли. Замораживание мясной обрези производилось блоками в течение 28—35 часов при температуре −18—25 °C.